# Districtul Khian Sa
{{referințe|date=august 2019}
}
Khian Sa (în thailandeză เคียนซา) este un district (Amphoe) din provincia Surat Thani, Thailanda, cu o populație de 42.619 locuitori și o suprafață de 583,6 km².

## Componență
Districtul este subdivizat în 5 subdistricte (tambon), which in turn sunt subdivizate în 52 de sate (muban).
| Nr. | Nume             | În thailandeză | Sate | Locuitori |  |
| --- | ---------------- | -------------- | ---- | --------- |  |
| 1.  | Khian Sa         | เคียนซา         | 7    | 7,214     |  |
| 2.  | Phuang Phromkhon | พ่วงพรมคร       | 13   | 10,496    |  |
| 3.  | Khao Tok         | เขาตอก         | 6    | 3,635     |  |
| 4.  | Aranyakham Wari  | อรัญคามวารี      | 6    | 4,392     |  |
| 5.  | Ban Sadet        | บ้านเสด็จ        | 20   | 16,882    |  |

|| 
|}